# Phedimus spurius
Espèce
Classification phylogénétique
Sedum spurium, ou Phedimus spurius, nommée vernaculairement Orpin bâtard en France, est une espèce de sédum, plante basse semi-stolonifère de la famille des Crassulacées, formant des tapis d'une quinzaine de centimètres d'épaisseur.

## Description
L'Orpin bâtard a des feuilles simples et alternes ovales 2 à 3 cm de longueur qui sont regroupées en rosette et un système racinaire rampant. C'est une plante vivace qui peut atteindre 50 cm de hauteur.
Feuilles vert plus ou moins foncé, spatulées et obovales, opposées, décussées (légèrement dentées sur la moitié supérieure, ou entières).
Les cymes (inflorescences terminales) de petites fleurs étoilées sont souvent rosées voire rouges.
Ses fleurs sont roses et étoilées (mais il existe des cultivars aux fleurs blanches ou pourpres), de 2 cm de haut, à carpelles roses, et apparaissent au printemps et disparaissent à l'automne, mais sont surtout présentes en juillet-août. Comme toutes celles du même genre, elles ont cinq pétales et cinq étamines.

## Statut
Le Sedum spurium M. Bieb. est inscrit dans la « Liste des néophytes envahissantes et potentiellement envahissantes de Suisse ».

## Distribution, habitat
C'est une plante originaire des cailloutis rocheux de montagnes d'Europe centrale (du nord et ouest du Caucase à l'Iran en passant par les zones alpines d'Arménie). Elle est surtout présente dans la moitié nord-est de la France.

## Utilisations
L'orpin bâtard est utilisé comme plante décorative vivace succulente à feuilles semi-persistantes, plantée notamment dans les jardins de rocailles ou comme couvre-sol.
Cette plante est adaptée à la culture de plein champ[réf. nécessaire], aux expositions ensoleillées et nécessite peu d'eau. Elle résiste bien au froid (jusqu'à −20 °C) mais craint les fortes chaleurs en situation très aride et n'est donc pas adaptée aux régions méditerranéennes.
Elle fait partie des sédums utilisés pour les toitures végétales.
Il existe plusieurs cultivars ornementaux.

### Multiplication
Comme pour la plupart des orpins, le bouturage est très aisé. Elle peut aussi se faire par semis.

## Synonymes
- Phedimus spurius (M. Bieb) 't Hart, 1995
- Anacampseros ciliaris Haw. (CD_NOM=82232)
- Asterosedum spurium (M.Bieb.) Grulich (CD_NOM=84779)
- Crassula crenata Desf. (CD_NOM=92790)
- Sedum ciliare (Haw.) Sweet (CD_NOM=122141)
- Sedum crenatum (Desf.) Boiss. (CD_NOM=122148)
- Sedum lazicum Boiss. & A.L.P.Huet (CD_NOM=122193)
- Sedum oppositifolium Sims (CD_NOM=122220)
- Sedum spurium M.Bieb. [var.] oppositifolium (Sims) P.Fourn. (CD_NOM=151401)